# 9810 Elanfiller
9810 Elanfiller eller 1998 RJ65 är en asteroid i huvudbältet som upptäcktes den 14 september 1998 av LINEAR i Socorro County, New Mexico. Den är uppkallad efter Elan Eng Filler.
Asteroiden har en diameter på ungefär 4 kilometer.